# Sillus
Sillus es un género de arañas araneomorfas de la familia Anyphaenidae. Se encuentra en América.

## Especies
Según The World Spider Catalog 12.0:
- Sillus attiguus (O. Pickard-Cambridge, 1896)
- Sillus curvispinus F. O. Pickard-Cambridge, 1900
- Sillus delicatus Mello-Leitão, 1922
- Sillus dubius (Chickering, 1937)
- Sillus furciger Caporiacco, 1954
- Sillus imbecillus (Keyserling, 1891)
- Sillus longispinus F. O. Pickard-Cambridge, 1900
- Sillus lunula F. O. Pickard-Cambridge, 1900
- Sillus pellucidus (Keyserling, 1891)
- Sillus ravus Chickering, 1940